# Fermo tecnico
Si intende per fermo tecnico la voce giuridica specialistica relativa al campo della responsabilità aquiliana e della responsabilità civile auto e generale.
Sostanzialmente il fermo tecnico è il danno derivante dal non utilizzo del veicolo per tutto il periodo di ricovero del mezzo incidentato. Tale fermo comporta chiari effetti nell'utente che, per causa ad esso non addebitabile, si trova a dover rinunciare all'uso dell'auto o del veicolo per un determinato periodo, incidendo tutto ciò nella organizzazione degli impegni, della vita professionale e del tempo libero dello stesso.
Il risarcimento del fermo tecnico è calcolato tenendo presente le voci di danno cosiddetto emergente, come il mancato godimento del bollo, dell'assicurazione obbligatoria e della benzina, oltre ad una somma forfettaria risarcitoria, discrezionale secondo la più recente giurisprudenza, calcolata per giorno di lavorazione e di privazione del mezzo.
Le assicurazioni e isolate sentenze della Suprema Corte Italiana insistono nel ritenere il fermo tecnico non un "danno nel danno" come la giurisprudenza italiana, assieme alla dottrina, ormai storicamente ritengono, ma oggetto di una prova specifica del danno e delle ripercussioni negative dal punto di vista economico e professionale che deve ripercuotersi in una provata diminuzione e nocumento del reddito del sinistrato.
Al fine di calcolare il danno da fermo tecnico, posto che, come detto sopra, ad una giurisprudenza che lo ritiene un danno nel danno, si affianca una copiosa letteratura giuridica e consuetudinaria che ritiene il risarcimento da provare sulla base di una reale perdita economica, il calcolo può essere così stabilito:
1. numero di ore di lavorazione del mezzo;
2. giorni di lavorazione calcolati per frazione di ore otto sindacali lavorative;
3. euro x al giorno sulla base del valore del mezzo, sulla base della cilindrata, modello e classe, calcolato sul costo di noleggio di ipotetico veicolo avente tali caratteristiche.

Ai fini della liquidazione si è dibattuto se sia necessario provare un danno in concreto (es. allegando fatture) o se sia sufficiente dimostrarlo in via presuntiva. In proposito, occorre sottolineare, che la giurisprudenza prevalente abbia ritenuto "possibile la liquidazione equitativa del danno stesso anche in assenza di prova specifica, rilevando a tal fine la sola circostanza che il danneggiato sia stato privato del veicolo per un certo tempo, anche a prescindere dall'uso effettivo a cui esso era destinato".(cfr. Cassazione civile, sez. III, Sentenza n. 6907 del 2012 Archiviato il 6 agosto 2013 in Internet Archive.)